# Хогланд, Малон Буш
Малон Буш Хогланд (англ. Mahlon Bush Hoagland; 5 октября 1921, Бостон, Массачусетс, США — 18 сентября 2009, Тэтфорд, Вермонт, США) — американский биохимик.

## Биография
Родился 5 октября 1921 года в Бостоне. В 1943 году поступил в Гарвардский университет, который он окончил в 1948 году. В 1948 году устроился на работу в Главный госпиталь Бостона, где работал вплоть до 1951 года в качестве лаборанта клинической биохимии. С 1951 года перешёл на преподавательскую карьеру. С 1951 по 1952 год работал в Копенгагенском университете, с 1952 по 1967 год работал в Гарвардском университете, при этом с 1960 года занимал должность профессора бактериологии и иммунологии. С 1967 по 1970 год заведовал кафедрой биохимии Медицинской школы в Дартмуте. С 1970 по 1985 год занимал должность научного руководителя Вустерского фонда экспериментальной биологии, после чего вышел на пенсию. В 1976 году был удостоен медали Франклина.
Скончался 18 сентября 2009 года в Тэтфорде.

## Научные работы
Основные научные работы посвящены изучению механизмов биосинтеза белка, процессов регенерации печени и влияния бериллия на опухолеобразование.
- 1956 — открыл механизм активации аминокислот транспортными РНК на первых этапах биосинтеза белка.
- 1957 — впервые описал ферменты аминоацил-тРНК-синтетазы.
- Изучил локализацию различных РНК в клетке, в частности транспортных РНК в цитоплазме.
- Одним из первых выполнил исследования по выяснению роли нуклеиновых кислот в синтезе белка.

## Членство в обществах
- Член Национальной академии наук США (1984)[1].
- Член Американской академии искусств и наук.